# Смешные жеманницы
«Смешны́е жема́нницы» (фр. Les Précieuses ridicules) — комедия в одном действии Мольера, впервые сыгранная в 18 ноября 1659 годов парижском театре Пти-Бурбон (фр.).
«Смешные жеманницы» — первая опубликованная комедия Мольера. Мольер не хотел издавать свою пьесу, но был вынужден это сделать, чтобы опередить издание Ж. Рибу, который выкрал экземпляр пьесы и собирался напечатать её без ведома автора.
Первый перевод на русский язык сделан в 1703 году придворным шутом Петра I Яном Лакостой («Драгыя смеяныя. Комедия французская, презентованная перед королём самоедским»).

## Действующие лица и первые исполнители
- Лагранж (Шарль Варле, прозванный Лагранжем) и Дю-Круази (Филибер Гассо, прозванный Дю-Круази), отвергнутые женихи
- Горжибюс, буржуа (Франсуа Бедо, прозванный Горжибюс)
- Мадлон, его дочь (Мадлен Бежар) и Като, его племянница (г-жа Дебри), жеманницы
- Маротта, их служанка (Мари Рагно)
- Альманзор, их мальчик-слуга (Эдм Вилькен, прозванный Дебри[1])
- Маркиз де Маскариль, лакей Лагранжа (Мольер)
- Виконт де Жодле, лакей Дю-Круази (Жодле)

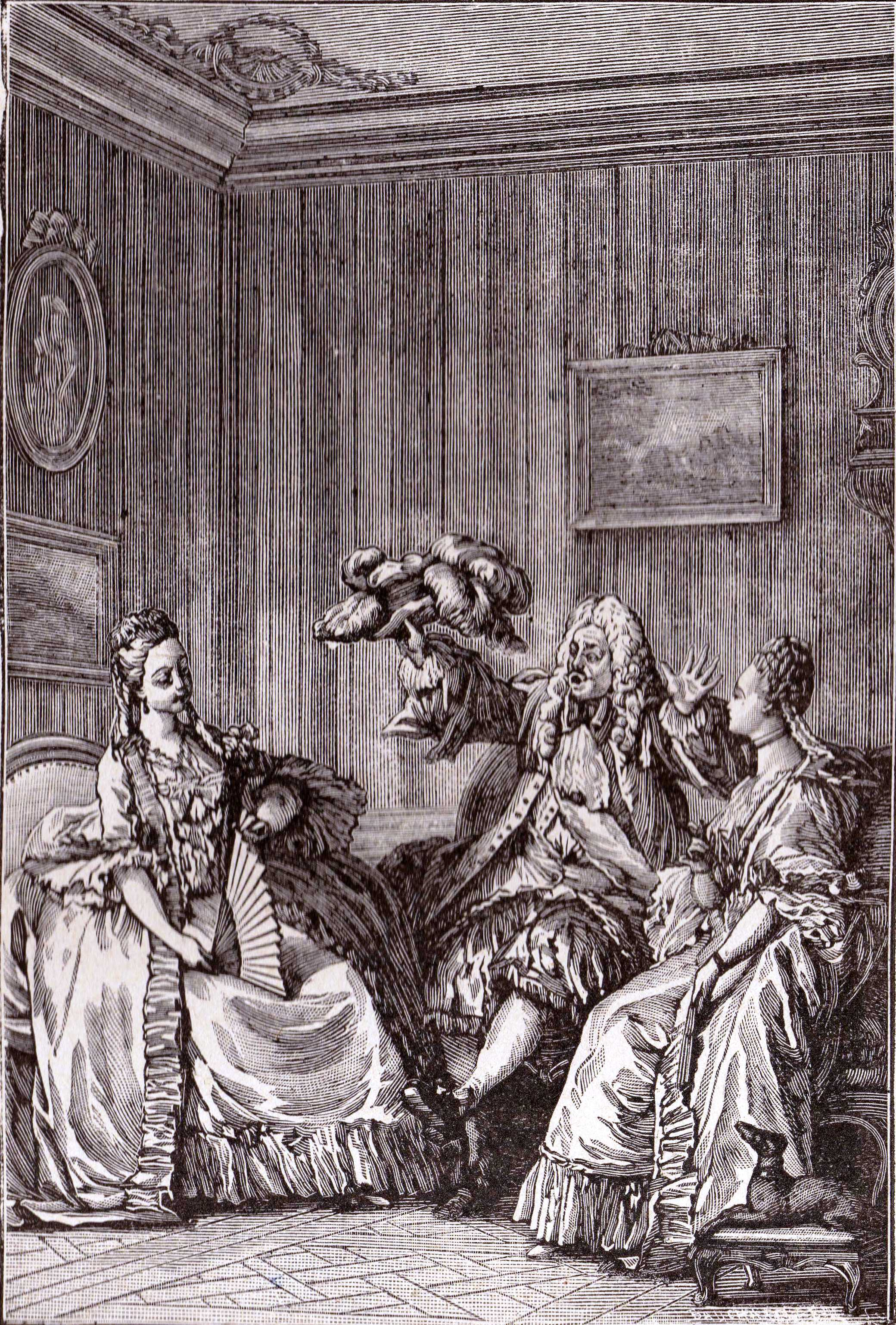
«Смешные жеманницы», рис. Моро-младшего, 1913 (?)

- Два носильщика
- Соседи и соседки
- Музыканты

## Сюжет
Действие происходит в Париже, в нижней зале дома Горжибюса. 
Дю-Круази и Лагранж оскорблены холодным приёмом, который им оказали в доме Горжибюса Мадлон и Като. Они решают проучить капризных девушек. Сами девушки слишком увлечены жеманством. Они отвергают любые другие способы общения. В доме появляются маркиз де Маскариль и виконт де Жодле. Они очаровывают девушек жеманной манерой разговора. Они рассказывают о себе неправдоподобные истории, восхваляют прелести девушек и свои. Неожиданно в дом врываются Лагранж и Дю-Круази. Они палочными ударами наказывают Марскариля и Жодле, которые оказываются всего лишь их лакеями. Горжибюс указывает причину всех девичьих глупостей:
…романы, стишки, песни, сонеты и куплеты, — чёрт бы вас всех побрал!

## Мода на прециозность
К сер. XVII в. в парижских салонах главенствовала мода на прециозность (жеманность). Рождённая из прециозной литературы, через салон маркизы Рамбуйе она захватила высший свет. Основой её стала изысканная манерность, вычурность, люди разговаривали на искусственном языке, насыщенном метафорами, пасторальными образами, игрой слов и ума. В салонах обсуждались идеи свободной любви в противовес буржуазному браку. Однако, покинув пределы салона, мода стала утверждаться и в буржуазных кругах, где стала принимать искажённые, часто доведённые до абсурда формы. И уже в 1645 г. Поль Скаррон в комедии «Смешной наследник» затрагивает эту тему.
Мольер в своей комедии подражает языку жеманниц, пародирует известные романы того времени (в частности, «Артамен, или Великий Кир» и «Клелия» Мадлен де Скюдери) и наряжает своих героев в пародийные костюмы с преувеличенно большими перьями, лентами, перепудренными париками и т.д. Салоны не приняли сатиру. Литератор Сомюз ответил памфлетом «Истинные жеманницы». В течение двух недель представление находилось под запретом. Однако успех комедии был очевиден, — касса собирала тройные сборы, спектакль был сыгран за сезон тридцать восемь раз.
Попутно Мольер критикует и актёров конкурирующего театра Бургундский отель:
Только они и способны оттенить достоинства пьесы. В других театрах актеры невежественны: они читают стихи, как говорят, не умеют завывать, не умеют, где нужно, остановиться. Каким же манером узнать, хорош ли стих, ежели актер не сделает паузы и этим не даст вам понять, что пора подымать шум?

Прециозный стиль и мода на жеманность были также высмеяны в «Мещанском романе» Фюретьера и в романе аббата де Пюра «Прециозницы, или Тайны приёма в будуаре».